# Stazioni della metropolitana di Milano
Questo è l'elenco delle stazioni della metropolitana di Milano, comprendente tutte le stazioni attualmente aperte e non della metropolitana di Milano gestite dall'Azienda Trasporti Milanesi (ATM). La maggior parte di esse si trovano nel comune di Milano. Le altre, quelle di fuori dell'area comunale, si concentrano soprattutto nella zona del nord-est.

## Stazioni aperte
La tabella indica il nome di ogni stazione, la linea (o le linee) su cui è situata, la città e la zona (quest'ultima solo se si parla di Milano) in cui si trova la stazione, la data della prima apertura, la tipologia e gli eventuali interscambi.
In azzurro le stazioni di interscambio con linee suburbane, regionali o nazionali.
| Stazione                 | Linea                                                                   | Comune                | Municipio   | Data apertura                                | Tipologia     | Interscambi |
| ------------------------ | ----------------------------------------------------------------------- | --------------------- | ----------- | -------------------------------------------- | ------------- | --- |
| Affori Centro            |                                                                         | Milano                | Municipio 9 | 26 marzo 2011                                | sotterranea   | |
| Affori FN                |                                                                         | Milano                | Municipio 9 | 26 marzo 2011                                | sotterranea   | Ferrovia suburbana S2 · Ferrovia suburbana S4 · Ferrovia regionale                                                     |
| Amendola                 |                                                                         | Milano                | Municipio 8 | 1º novembre 1964                             | sotterranea   | |
| Argonne                  |                                                                         | Milano                | Municipio 3 | 26 novembre 2022                             | sotterranea   | |
| Assago Milanofiori Forum |                                                                         | Assago                | -           | 20 febbraio 2011                             | in superficie | |
| Assago Milanofiori Nord  |                                                                         | Assago                | -           | 20 febbraio 2011                             | in superficie | |
| Bande Nere               |                                                                         | Milano                | Municipio 6 | 18 aprile 1975                               | sotterranea   | |
| Bicocca                  |                                                                         | Milano                | Municipio 9 | 10 febbraio 2013                             | sotterranea   | |
| Bignami                  |                                                                         | Milano                | Municipio 9 | 10 febbraio 2013                             | sotterranea   | |
| Bisceglie                |                                                                         | Milano                | Municipio 6 | 21 marzo 1992                                | sotterranea   | |
| Bolivar                  |                                                                         | Milano                | Municipio 6 | 12 ottobre 2024                              | sotterranea   | |
| Bonola                   |                                                                         | Milano                | Municipio 8 | 12 aprile 1980                               | sotterranea   | |
| Brenta                   |                                                                         | Milano                | Municipio 4 | 12 maggio 1991                               | sotterranea   | |
| Buonarroti               |                                                                         | Milano                | Municipio 7 | 1º novembre 1964                             | sotterranea   | |
| Bussero                  |                                                                         | Bussero               | -           | 4 dicembre 1972                              | in superficie | |
| Cadorna FN               | Linea M1 (metropolitana di Milano) · Linea M2 (metropolitana di Milano) | Milano                | Municipio 1 | 1º novembre 1964 (M1) 3 marzo 1978 (M2)      | sotterranea   | |
| Ca' Granda               |                                                                         | Milano                | Municipio 9 | 10 febbraio 2013                             | sotterranea   | |
| Caiazzo                  |                                                                         | Milano                | Municipio 2 | 27 settembre 1969                            | sotterranea   | |
| Cairoli                  |                                                                         | Milano                | Municipio 1 | 1º novembre 1964                             | sotterranea   | |
| California               |                                                                         | Milano                | Municipio 6 | 12 ottobre 2024                              | sotterranea   | |
| Cascina Antonietta       |                                                                         | Gorgonzola            | -           | 13 aprile 1985                               | in superficie | |
| Cascina Burrona          |                                                                         | Vimodrone             | -           | 4 dicembre 1972                              | in superficie | |
| Cascina Gobba            |                                                                         | Milano                | Municipio 3 | 27 settembre 1969                            | su viadotto   | |
| Cassina de' Pecchi       |                                                                         | Cassina de' Pecchi    | -           | 4 dicembre 1972                              | su viadotto   | |
| Cenisio                  |                                                                         | Milano                | Municipio 8 | 20 giugno 2015                               | sotterranea   | |
| Centrale FS              | Linea M2 (metropolitana di Milano) · Linea M3 (metropolitana di Milano) | Milano                | Municipio 2 | 27 aprile 1970 (M2) 3 maggio 1990 (M3)       | sotterranea   | |
| Cernusco sul Naviglio    |                                                                         | Cernusco sul Naviglio | -           | 4 dicembre 1972                              | in trincea    | |
| Cimiano                  |                                                                         | Milano                | Municipio 3 | 27 settembre 1969                            | in superficie | |
| Cologno Centro           |                                                                         | Cologno Monzese       | -           | 7 giugno 1981                                | su viadotto   | |
| Cologno Nord             |                                                                         | Cologno Monzese       | -           | 7 giugno 1981                                | in superficie | |
| Cologno Sud              |                                                                         | Cologno Monzese       | -           | 7 giugno 1981                                | su viadotto   | |
| Comasina                 |                                                                         | Milano                | Municipio 9 | 26 marzo 2011                                | sotterranea   | |
| Conciliazione            |                                                                         | Milano                | Municipio 1 | 1º novembre 1964                             | sotterranea   | |
| Coni Zugna               |                                                                         | Milano                | Municipio 6 | 12 ottobre 2024                              | sotterranea   | |
| Cordusio                 |                                                                         | Milano                | Municipio 1 | 1º novembre 1964                             | sotterranea   | |
| Corvetto                 |                                                                         | Milano                | Municipio 4 | 12 maggio 1991                               | sotterranea   | |
| Crescenzago              |                                                                         | Milano                | Municipio 3 | 27 settembre 1969                            | in superficie | |
| Crocetta                 |                                                                         | Milano                | Municipio 1 | 16 dicembre 1990                             | sotterranea   | |
| Dateo                    |                                                                         | Milano                | Municipio 3 | 26 novembre 2022                             | sotterranea   | |
| De Amicis                |                                                                         | Milano                | Municipio 1 | 12 ottobre 2024                              | sotterranea   | |
| De Angeli                |                                                                         | Milano                | Municipio 7 | 2 aprile 1966                                | sotterranea   | |
| Dergano                  |                                                                         | Milano                | Municipio 9 | 26 marzo 2011                                | sotterranea   | |
| Domodossola FN           |                                                                         | Milano                | Municipio 8 | 29 aprile 2015                               | sotterranea   | |
| Duomo                    | Linea M1 (metropolitana di Milano) · Linea M3 (metropolitana di Milano) | Milano                | Municipio 1 | 1º novembre 1964 (M1) 3 maggio 1990 (M3)     | sotterranea   | |
| Famagosta                |                                                                         | Milano                | Municipio 6 | 1º novembre 1994                             | sotterranea   | |
| Frattini                 |                                                                         | Milano                | Municipio 6 | 12 ottobre 2024                              | sotterranea   | |
| Gambara                  |                                                                         | Milano                | Municipio 7 | 2 aprile 1966                                | sotterranea   | |
| Garibaldi FS             | Linea M2 (metropolitana di Milano) · Linea M5 (metropolitana di Milano) | Milano                | Municipio 9 | 12 luglio 1971 (M2) 1º marzo 2014 (M5)       | sotterranea   | |
| Gelsomini                |                                                                         | Milano                | Municipio 6 | 12 ottobre 2024                              | sotterranea   | |
| Gerusalemme              |                                                                         | Milano                | Municipio 8 | 26 settembre 2015                            | sotterranea   | |
| Gessate                  |                                                                         | Gessate               | -           | 13 aprile 1985                               | in superficie | |
| Gioia                    |                                                                         | Milano                | Municipio 9 | 12 luglio 1971                               | sotterranea   | |
| Gorgonzola               |                                                                         | Gorgonzola            | -           | 4 dicembre 1972                              | in superficie | |
| Gorla                    |                                                                         | Milano                | Municipio 2 | 1º novembre 1964                             | sotterranea   | |
| Inganni                  |                                                                         | Milano                | Municipio 6 | 18 aprile 1975                               | sotterranea   | |
| Isola                    |                                                                         | Milano                | Municipio 9 | 1º marzo 2014                                | sotterranea   | |
| Istria                   |                                                                         | Milano                | Municipio 9 | 10 febbraio 2013                             | sotterranea   | |
| Lambrate FS              |                                                                         | Milano                | Municipio 3 | 27 settembre 1969                            | sotterranea   | Ferrovia regionale |
| Lampugnano               |                                                                         | Milano                | Municipio 8 | 12 aprile 1980                               | sotterranea   | |
| Lanza                    |                                                                         | Milano                | Municipio 1 | 3 marzo 1978                                 | sotterranea   | |
| Lima                     |                                                                         | Milano                | Municipio 3 | 1º novembre 1964                             | sotterranea   | |
| Linate Aeroporto         |                                                                         | Segrate               | -           | 26 novembre 2022                             | sotterranea   | |
| Lodi TIBB                |                                                                         | Milano                | Municipio 4 | 12 maggio 1991                               | sotterranea   | Ferrovia suburbana S9                                                                                                  |
| Loreto                   | Linea M1 (metropolitana di Milano) · Linea M2 (metropolitana di Milano) | Milano                | Municipio 3 | 1º novembre 1964 (M1) 27 settembre 1969 (M2) | sotterranea   | |
| Lotto                    | Linea M1 (metropolitana di Milano) · Linea M5 (metropolitana di Milano) | Milano                | Municipio 8 | 1º novembre 1964 (M1) 29 aprile 2015 (M5)    | sotterranea   | |
| Maciachini               |                                                                         | Milano                | Municipio 9 | 8 dicembre 2003                              | sotterranea   | |
| Marche                   |                                                                         | Milano                | Municipio 9 | 10 febbraio 2013                             | sotterranea   | |
| Missori                  |                                                                         | Milano                | Municipio 1 | 16 dicembre 1990                             | sotterranea   | |
| Molino Dorino            |                                                                         | Milano                | Municipio 8 | 28 settembre 1986                            | sotterranea   | |
| Montenapoleone           |                                                                         | Milano                | Municipio 1 | 3 maggio 1990                                | sotterranea   | |
| Monumentale              |                                                                         | Milano                | Municipio 8 | 11 ottobre 2015                              | sotterranea   | |
| Moscova                  |                                                                         | Milano                | Municipio 1 | 3 marzo 1978                                 | sotterranea   | |
| Pagano                   |                                                                         | Milano                | Municipio 7 | 1º novembre 1964                             | sotterranea   | |
| Palestro                 |                                                                         | Milano                | Municipio 1 | 1º novembre 1964                             | sotterranea   | |
| Pasteur                  |                                                                         | Milano                | Municipio 2 | 1º novembre 1964                             | sotterranea   | |
| Pero                     |                                                                         | Pero                  | -           | 19 dicembre 2005                             | sotterranea   | |
| Piazza Abbiategrasso     |                                                                         | Milano                | Municipio 5 | 17 marzo 2005                                | sotterranea   | |
| Piola                    |                                                                         | Milano                | Municipio 3 | 27 settembre 1969                            | sotterranea   | |
| Ponale                   |                                                                         | Milano                | Municipio 9 | 10 febbraio 2013                             | sotterranea   | |
| Porta Genova FS          |                                                                         | Milano                | Municipio 6 | 30 ottobre 1983                              | sotterranea   | Ferrovia regionale |
| Porta Romana             |                                                                         | Milano                | Municipio 1 | 16 dicembre 1990                             | sotterranea   | |
| Porta Venezia            |                                                                         | Milano                | Municipio 1 | 1º novembre 1964                             | sotterranea   | |
| Portello                 |                                                                         | Milano                | Municipio 8 | 6 giugno 2015                                | sotterranea   | |
| Porto di Mare            |                                                                         | Milano                | Municipio 4 | 12 maggio 1991                               | sotterranea   | |
| Precotto                 |                                                                         | Milano                | Municipio 2 | 1º novembre 1964                             | sotterranea   | |
| Primaticcio              |                                                                         | Milano                | Municipio 6 | 18 aprile 1975                               | sotterranea   | |
| QT8                      |                                                                         | Milano                | Municipio 8 | 8 novembre 1975                              | sotterranea   | |
| Repetti                  |                                                                         | Milano                | Municipio 4 | 26 novembre 2022                             | sotterranea   | |
| Repubblica               |                                                                         | Milano                | Municipio 1 | 3 maggio 1990                                | sotterranea   | Ferrovia suburbana S1 · Ferrovia suburbana S2 · Ferrovia suburbana S5 · Ferrovia suburbana S6 · Ferrovia suburbana S13 |
| Rho Fieramilano          |                                                                         | Rho                   | -           | 19 dicembre 2005                             | sotterranea   | |
| Rogoredo FS              |                                                                         | Milano                | Municipio 4 | 12 maggio 1991                               | sotterranea   | Ferrovia suburbana S1 · Ferrovia suburbana S2 · Ferrovia suburbana S13 · Ferrovia regionale                            |
| Romolo                   |                                                                         | Milano                | Municipio 6 | 13 aprile 1985                               | sotterranea   | |
| Rovereto                 |                                                                         | Milano                | Municipio 2 | 1º novembre 1964                             | sotterranea   | |
| San Babila               |                                                                         | Milano                | Municipio 1 | 1º novembre 1964 (M1) 4 luglio 2023 (M4)     | sotterranea   | |
| San Cristoforo           |                                                                         | Milano                | Municipio 6 | 12 ottobre 2024                              | sotterranea   | |
| San Donato               |                                                                         | Milano                | Municipio 4 | 12 maggio 1991                               | sotterranea   | |
| San Leonardo             |                                                                         | Milano                | Municipio 8 | 12 aprile 1980                               | sotterranea   | |
| San Siro Ippodromo       |                                                                         | Milano                | Municipio 7 | 29 aprile 2015                               | sotterranea   | |
| San Siro Stadio          |                                                                         | Milano                | Municipio 7 | 29 aprile 2015                               | sotterranea   | |
| Sant'Agostino            |                                                                         | Milano                | Municipio 1 | 30 ottobre 1983                              | sotterranea   | |
| Sant'Ambrogio            |                                                                         | Milano                | Municipio 1 | 30 ottobre 1983 (M2) 12 ottobre 2024 (M4)    | sotterranea   | |
| Santa Sofia              |                                                                         | Milano                | Municipio 1 | 12 ottobre 2024                              | sotterranea   | |
| Segesta                  |                                                                         | Milano                | Municipio 7 | 29 aprile 2015                               | sotterranea   | |
| Segneri                  |                                                                         | Milano                | Municipio 6 | 12 ottobre 2024                              | sotterranea   | |
| Sesto 1º Maggio FS       |                                                                         | Sesto San Giovanni    | -           | 28 settembre 1986                            | sotterranea   | |
| Sesto Marelli            |                                                                         | Sesto San Giovanni    | -           | 1º novembre 1964                             | sotterranea   | |
| Sesto Rondò              |                                                                         | Sesto San Giovanni    | -           | 28 settembre 1986                            | sotterranea   | |
| Sforza Policlinico       |                                                                         | Milano                | Municipio 1 | 12 ottobre 2024                              | sotterranea   | |
| Sondrio                  |                                                                         | Milano                | Municipio 2 | 12 maggio 1991                               | sotterranea   | |
| Stazione Forlanini       |                                                                         | Milano                | Municipio 4 | 26 novembre 2022                             | sotterranea   | |
| Susa                     |                                                                         | Milano                | Municipio 3 | 26 novembre 2022                             | sotterranea   | |
| Tolstoj                  |                                                                         | Milano                | Municipio 6 | 12 ottobre 2024                              | sotterranea   | |
| Tre Torri                |                                                                         | Milano                | Municipio 8 | 14 novembre 2015                             | sotterranea   | |
| Tricolore                |                                                                         | Milano                | Municipio 3 | 4 luglio 2023                                | sotterranea   | |
| Turati                   |                                                                         | Milano                | Municipio 1 | 3 maggio 1990                                | sotterranea   | |
| Turro                    |                                                                         | Milano                | Municipio 2 | 1º novembre 1964                             | sotterranea   | |
| Udine                    |                                                                         | Milano                | Municipio 3 | 27 settembre 1969                            | sotterranea   | |
| Uruguay                  |                                                                         | Milano                | Municipio 8 | 12 aprile 1980                               | sotterranea   | |
| Vetra                    |                                                                         | Milano                | Municipio 1 | 12 ottobre 2024                              | sotterranea   | |
| Villa Fiorita            |                                                                         | Cernusco sul Naviglio | -           | 4 dicembre 1972                              | in superficie | |
| Villa Pompea             |                                                                         | Gorgonzola            | -           | 4 dicembre 1972                              | in superficie | |
| Villa San Giovanni       |                                                                         | Milano                | Municipio 2 | 1º novembre 1964                             | sotterranea   | |
| Vimodrone                |                                                                         | Vimodrone             | -           | 4 dicembre 1972                              | in trincea    | |
| Wagner                   |                                                                         | Milano                | Municipio 7 | 2 aprile 1966                                | sotterranea   | |
| Zara                     | Linea M3 (metropolitana di Milano) · Linea M5 (metropolitana di Milano) | Milano                | Municipio 9 | 16 dicembre 1995 (M3) 10 febbraio 2013 (M5)  | sotterranea   | |

## Stazioni in costruzione
La tabella indica il nome di ogni stazione, la linea d'ubicazione, la città di locazione, le date di inizio e prevista fine dei lavori, la tipologia e gli eventuali interscambi.
In azzurro le stazioni di interscambio con linee suburbane, regionali o nazionali.
| Stazione         | Linea | Comune             | Municipio | Data inizio lavori | Data fine lavori | Tipologia   | Interscambi |
| ---------------- | ----- | ------------------ | --------- | ------------------ | ---------------- | ----------- | ----------- |
| Cinisello-Monza  |       | Cinisello Balsamo  | -         | 2012               | 2026             | sotterranea |             |
| Sesto Restellone |       | Sesto San Giovanni | -         | 2012               | 2026             | sotterranea |             |

## Stazioni in avanzata progettazione
La tabella indica il nome di ogni stazione, la linea d'ubicazione, la città di locazione, le date di inizio e prevista fine dei lavori, la tipologia e gli eventuali interscambi.
In azzurro le stazioni di interscambio con linee suburbane, regionali o nazionali.
| Stazione             | Linea | Comune            | Municipio   | Data inizio lavori | Data fine lavori | Tipologia   | Interscambi |
| -------------------- | ----- | ----------------- | ----------- | ------------------ | ---------------- | ----------- | ----------- |
| Baggio               |       | Milano            | Municipio 7 | Ignota             | Ignota           | sotterranea |             |
| Campania             |       | Monza             | -           | Ignota             | 2031             | sotterranea |             |
| Lincoln              |       | Cinisello Balsamo | -           | Ignota             | 2031             | sotterranea |             |
| Marsala              |       | Monza             | -           | Ignota             | 2031             | sotterranea |             |
| Monza Brianza        |       | Monza             | -           | Ignota             | 2031             | sotterranea |             |
| Monza FS             |       | Monza             | -           | Ignota             | 2031             | sotterranea |             |
| Olmi                 |       | Milano            | Municipio 7 | Ignota             | Ignota           | sotterranea |             |
| Ospedale San Gerardo |       | Monza             | -           | Ignota             | 2031             | sotterranea |             |
| Parco Villa Reale    |       | Monza             | -           | Ignota             | 2031             | sotterranea |             |
| Parri                |       | Milano            | Municipio 7 | Ignota             | Ignota           | sotterranea |             |
| Rondinella-Crocetta  |       | Cinisello Balsamo | -           | Ignota             | 2031             | sotterranea |             |
| Testi-Gorky          |       | Cinisello Balsamo | -           | Ignota             | 2031             | sotterranea |             |
| Trento e Trieste     |       | Monza             | -           | Ignota             | 2031             | sotterranea |             |